# Abietinaria rigida
Abietinaria rigida is een hydroïdpoliep uit de familie Sertulariidae. De poliep komt uit het geslacht Abietinaria. Abietinaria rigida werd in 1911 voor het eerst wetenschappelijk beschreven door Fraser. 